# Krini
Krini es una localidad ubicada a unos 3 Km al sudoeste de Agirda y a unos 20 al norte de Nicosia. Se encuentra en las estribaciones sur de las alturas de Pentadáctylos, dentro del distrito de Kyrenia (Girne) en territorio bajo el control de la República Turca del Norte de Chipre.
El nombre Krini significa en griego "manantial o fuente". En 1958, los turcochipriotas cambiaron su nombre a "Pınarbaşı", que significa "inicio de la primavera".
Desde el período otomano, su población fue mayormente turca. En 1960 era de 277 personas, todos turcochipriotas. En 2011 era de 483.